# Euro Truck Simulator 2
Euro Truck Simulator 2 je pokračováním úspěšného českého simulátoru nákladní dopravy na území evropské části Eurasie a na souostroví Spojeného království a Irska. Hru vytvořila česká společnost SCS Software. Stejně jako první díl, Euro Truck Simulator, je postavena na technologii Prism3D. Hra vyšla 18. října 2012. Hra byla na serveru PC Gamer zvolena za Herní simulátor roku 2012 a v anketě Booom 2012 byla zvolena za 2. nejlepší českou hru roku.

## Historie série
Ačkoliv je přímým předchůdcem hra Euro Truck Simulator, vývojáři z SCS Software vytvořili už celou řadu podobných her zaměřených na různé státy na světě.
- 18 Wheels of Steel je souhrnný název pro sérii her odehrávajících se v Severní Americe
- Euro Truck Simulator
- German Truck Simulator
- UK Truck Simulator
- Trucks & Trailers

## Mapa
Jednou ze zásadních novinek ETS 2 je rozšíření mapy, respektive silniční sítě. Právě nedostatečný počet cest (Hlavně Okresních) byl v minulém díle poměrně kritizován. Rozsáhlá silniční síť v Německu a Velké Británii vytvořená pro potřeby specializovaných her v sérii (UK Truck a German Truck Simulator) tak byla převzata i do ETS 2. Rozšíření se však dočkala celá herní mapa, takže vhod přijde i detailně zpracovaná GPS navigace v kabině tahače.
S rozsáhlostí herní mapy souvisí i vysoký počet měst, z nichž a do kterých hráč náklad přepravuje. Celkem je ve hře 69 známých evropských metropolí a důležitých měst, což je více než trojnásobek oproti prvnímu dílu, Počet měst nyní čítá 155 měst se všemi rozšířeními. Okolí cest i samotná města jsou vymodelována s maximální péčí, včetně důležitých pamětihodností, které dodávají hře na atmosféře a uvěřitelnosti. V září 2013 vyšlo DLC Na východ! rozšiřující mapu o oblast východní Evropy. V roce 2015 vyšlo DLC Scandinavia, které rozšiřuje mapu o oblast Skandinávie. V roce 2016 vyšlo DLC Vive la France, které rozšiřuje mapu v oblasti Francie. V prosinci 2017 vyšlo i DLC Italia, které rozšiřuje mapu v oblasti celé Itálie a Sicílie. V květnu 2018 byla oznámena restrukturalizace mapy Německa. Další státy budou následovat, ale nelze to udělat v jednom kroku. První část restrukturalizované mapy Německa je dostupná od verze 1.32. Další rekonstrukce středního Německa bylo přidáno v updatu 1.35. Poslední část Německa byla rekonstruována ve verzi 1.40, tato verze přináší také jiný systém nasvícení ve hře. Restrukturalizované mapy budou dostupné zdarma vlastníkům, avšak je to běh na dlouhou trať. Mimo jiné se tato věc týká i rozšíření „Going East!“. Koncem listopadu 2018 vyšlo další rozšíření – DLC Beyond the Baltic sea, které přidalo Lotyšsko, Estonsko, Litvu, část Ruska a Finska. Na začátku prosince 2019 vyšlo DLC Road to the Black Sea, které přidává Rumunsko, Bulharsko a evropskou část Turecka. V dubnu 2021 vyšlo DLC Iberia, které mapu rozšířilo o Pyrenejský poloostrov. V aktualizaci 1.44, která vyšla 12. května 2022, došlo ke kompletnímu přepracování Rakouska. V říjnu 2023 vyšlo rozšíření West Balkans, které hru doplňuje o země Balkánu. V květnu 2024 vyšla verze 1.50, která značně přepracovala mapu Švýcarska a oblast kolem Rýna (Severní Porýní-Vestfálsko), přidala rovněž Scania Demo Centre, které se nachází ve Švédsku ve městě Södertälje, které slouží pro testování různých kombinací souprav a samostatných tahačů Scanie.

## Licencované nákladní vozy
Pro autentičtější zážitek se v ETS 2 nově objevují i licencovaná vozidla těch nejvýznamnějších značek mezi nákladními vozy s různými podvozky, převodovkami, motory.
Modely tahačů jsou propracovány do nejmenších detailů, stejně jako jejich kabiny.
Hráč si své tahače může vylepšovat v oblasti výkonu i vzhledu, kde je připravena celá řada světel, klaksonů, výfuků a dalších doplňků pro přizpůsobení podle hráčova vkusu. Hráč samozřejmě nemusí zůstat u jednoho tahače, ale za vydělané peníze si může pořizovat další a budovat tak i vlastní přepravní flotilu.
S příchodem DLC Heavy Cargo Pack, byly přidány nové podvozky u tahačů Scania, Volvo, Mercedes-Benz v provedení 8x4. V aktualizaci 1.34 byl rovněž přidán MAN v provedení 8x4.
Renault, jako první výrobce nákladních automobilů, odhalil svojí novou flotilu nákladních vozů přímo ve hře a to dne 6. dubna 2021, avšak již 29. března byl ve hře u prodejců tahačů Renault k vidění zakrytý plachtou.
Dne 9. června 2021 byla oznámena nová řada tahačů DAF XG a XG+.
Seznam licencovaných značek nákladních vozidel:
- Renault: Magnum, Premium, T Range,[15] T Range (2021)
- Scania: Streamline, R 2012, nové modely S a R[16]
- MAN: TGX (18), TGX (D38), TGX Euro 6
- DAF: XF. XF 105, XF Euro6, XG, XG+,[17] XD[18]
- Iveco: Stralis, Hi-Way, S-Way[19]
- Volvo: FH3, FH4, FH5, FH6 Aero. [20]

- Mercedes-Benz: Actros, New Actros[21]

## Vlastnění návěsů
Hráč od verze 1.32 může již vlastnit nejen vlastní tahač, ale i vlastní návěs, který si obdobně jako u tahače může nakonfigurovat podle svých představ. Další typy návěsů byly přidány v dalších aktualizacích.
U návěsů lze upravovat uspořádání podvozků, typ nástavby, kola včetně ráfků a různé příslušenství. Nástavby mohou býti jak ploché, izolované, chladicí, plachtové, tak i skříňové. Navíc si lze zakoupit speciální nástavby návěs s pohyblivou podlahou a tzv. double a B-double návěsy, jedná se podstatě o návěs, který má klasický rozměr délky, která je 13,6 metru. Navíc je k němu připojen menší návěs, který má obvyklou délku 7,5 metru, kterými lze jezdit pouze ve Skandinávii, neboť v jiných státech EU není právně možné mít delší soupravu než 18,75 metru včetně přesahujícího nákladu. V aktualizaci 1.43 byla přidána možnost vlastnit náves pro přepravu sypkých nákladů.

## Hratelnost a prostředí
Hlavní pilíř hratelnosti spočívá v samotném řízení tahačů s různým nákladem. Ten hráč získá podle toho, pro kterou společnost se rozhodl konkrétní zakázku dovézt. Podle nákladu, vzdálenosti a dalších parametrů se určí i odměna, která řidiči bude příslušet. Naopak výdaje sestávají z oprav vozidla, pohonných hmot a případných pokut za nedodržení pravidel silničního provozu. V prosinci roku 2019 byly do hry přidány objížďky, hráč musí objet vymezenou část, jež je uzavřena, navigace sama určí objízdnou trasu, nebo hráč samotný si může navolit svojí trasu.
Postupně se hráč dostává k zajímavějším nákladům, k zajímavějším destinacím a tím i k finančně lépe hodnoceným zakázkám. Postupně tak může rozšiřovat svoji přepravní flotilu a najímat další řidiče, kteří ještě urychlí expanzi.
Za každý úspěšně odvezený náklad získá hráč peníze a zkušeností, a tedy postupně zvyšuje svojí úroveň, za kterou si může odemknout následující schopnosti:
- Třídy ADR (Třídy 1-4, 6, 8)
- Dlouhá vzdálenost (umožňuje převážet na větší vzdálenosti)
- Náklad o vysoké hodnotě
- Křehký náklad
- Spěšná zásilka
- Úsporná jízda

## Základní mapa
Společně s městy, která hráč postupným dopravováním objevuje, se na mapě nacházejí též fotoúlovky – památky či jiná významná místa, jejichž foto se po vyfocení hráčem uloží do galerie – a vyhlídková místa – lokace, ve kterých hráč může zhlédnout cutscénu se záběry lokality.
| Státy                | Města | Fotoúlovky | Vyhlídková místa                                                                                                   |
| -------------------- | --- | --- | --- |
| Belgie               | Brusel, Lutych | Bazilika Nejsvětějšího Srdce Ježíšova | |
| většina ČR           | Brno, Praha | Žižkovský vysílač, Katedrála svatého Petra a Pavla | |
| severovýchod Francie | Calais, Dijon, Lille, Lyon, Mety, Paříž, Remeš, Štrasburk | | |
| sever Itálie         | Benátky (v1.11), Milán, Turín, Verona | | |
| Lucembursko          | Lucemburk | Státní banka a spořitelna | |
| Německo              | Berlín, Brémy, Dortmund, Drážďany, Duisburg, Düsseldorf, Erfurt, Frankfurt n. M., Hamburk, Hannover, Kassel, Kiel, Kolín n. R., Lipsko, Magdeburg, Mannheim, Mnichov, Norimberk, Osnabrück, Rostock, Stuttgart, Travemünde (v1.33) | Berliner Fernsehturm, Köhlbrandský most, Allianz Arena, parkovací dům Stuttgartského výstaviště, Hannoverské výstaviště, Klášter Ettal, Stuttgartské státní divadlo, Norimberská opera, Terminál frankfurtského letiště, Hlavní nádraží v Kielu, Kostel svatého Petra v Rostocku | Klášter Ettal, cementárna v Hannoveru, centrum Stuttgartu, centrum Norimberku, Skyline Frankfurt, centrum Rostocku |
| Nizozemsko           | Amsterdam, Groningen, Rotterdam | panorama Amsterdamu | |
| západ Polska         | Poznaň, Štětín, Vratislav | | |
| Rakousko             | Innsbruck, Klagenfurt a. W. (v1.11), Linec, Salcburk, Štýrský Hradec (v1.11), Vídeň | Schönbrunn, Fuscher Törl, zřícenina hradu Klamm, Klášter Melk, zámek Welzenegg | Brennerský průsmyk, Großglockner, Lavantský viadukt, Schönbrunn, Wörthersee                                        |
| okolí Bratislavy     | Bratislava | Bratislavský hrad | |
| Spojené království   | Aberdeen, Birmingham, Cambridge, Cardiff, Carlisle, Dover, Edinburgh, Felixstowe, Glasgow, Grimsby, Liverpool, Londýn, Manchester, Newcastle upon Tyne, Plymouth, Sheffield, Southampton, Swansea                                  | Panorama Londýna, Kaple v King's College | |
| Švýcarsko            | Bern, Curych, Ženeva | | |

## Aktualizace
Hra je i po svém vydání neustále rozšiřována formou aktualizací, které nabízejí nový obsah (tahače, návěsy, silnice, funkce...). Přehled všech těchto aktualizací naleznete na oficiálních stránkách hry. Kromě těchto aktualizací, které jsou zdarma, je možno hru rozšířit pomocí placených DLC.

## Rozšířitelný obsah

### Mapy

#### Going East!
Jinak zvaný Euro Truck Simulator 2: Na východ!. Vyšel 19. září 2013. Datadisk přidává 13 nových měst umístěných do čtyř zemí. (Mezi ně patří: Polsko, Východ Česko, Slovensko, Maďarsko)  Nové oblasti by měly být propracovanější než ty v původní hře. Taktéž přibyly 3 showroomy a 9 personálních agentur. Došlo také k úpravě umělé inteligence.

#### Scandinavia
Datadisk vyšel 7. května 2015. Rozšíření přidává do hry Skandinávské země – Dánsko, Norsko a Švédsko. Nové oblasti zahrnují 27 měst a jsou zpracovány detailněji než ty v původní hře. Zároveň do hry přibyly nové druhy nákladu, jako například zvířata a návěs pro převážení tahačů Volvo a Scania. Vylepšení se i dočkala AI doprava.

#### Vive la France!
Datadisk vyšel 5. prosince 2016. Přidává do hry celý zbytek Francie (doposud zde byla pouze severovýchodní část). Přibylo 15 nových měst. Bylo přidáno přes 20 000 kilometrů silnic a dálnic, současně byla přepracována i zbylá část Francie, hlavně Paříž. Později byla přepracována francouzská města Reims, Metz, Lille a Calais, ze základní hry. Rozšíření přidalo do Francouzské části mapy nový průmysl – 5 jaderných elektráren, nové náklady, nové firmy a francouzské mýtné brány. Ve verzi 1.36 byl přidán ostrov Korsika, na němž se nachází 6 měst. Ve verzi 1.40 byla přidána nová města Bayonne a Lacq.

#### Italia
Datadisk vyšel 5. prosince 2017, a tedy přesně rok po datadisku s Francií. Do hry byl přidán zbytek Itálie včetně Sicílie. Přidáno bylo 19 měst, a také severní část byla přepracována, hlavně Milán. Mapa byla obohacena o 11 500 kilometrů nových silnic a dálnic, unikátní 3D modely, realistické obchvaty měst, typické italské mýtné brány, nový průmysl (ocelárny, lomy), nové náklady (mramorové bloky, dodávky). Od vydání rozšíření se ve městech objevuje popelářský vůz. Byl přepracován systém navigace. Ve verzi 1.35 byl přidán druhý italský ostrov Sardinie.

#### Beyond the Baltic Sea
Datadisk vyšel 29. 11. 2018. Rozšíření obsahuje Baltské státy, jižní část Finska a část Ruska včetně druhého největšího města Ruské federace Petrohradu. Přidáno bylo 24 měst. Mapa byla obohacena přes 13 000 kilometrů nových silnic a dálnic, nové 3D modely, včetně specifických vlaků, aut a v některých městech i tramvaje. Rozšíření přidalo do hry hraniční kontroly na hranicích s Ruskou federací. S rozšířením přichází i nový průmysl, jedná se hlavně o papírny, nábytkářský průmysl a betonárny.

#### Road to Black Sea
Datadisk vyšel 5. prosince 2019 a obsahuje Rumunsko, Bulharsko a evropskou část Turecka, všechny státy sousedí s Černým mořem. Přidáno bylo 30 sídel, z toho 20 měst.

#### Iberia
Datadisk byl na stránkách vývojáře oznámen v lednu 2020 (na sociálních sítích již o měsíc dříve) a jeho vydání se očekávalo v průběhu roku 2020. Rozšíření obsahuje Pyrenejský poloostrov. Na konci listopadu 2020 bylo vydání odloženo na rok 2021 a to z důvodu zdržení vývoje pandemií covidu-19 a důrazu na kvalitu obsahu tohoto datadisku, který bude vyžadovat funkce obsažené v plánované aktualizaci 1.40 (místo již vydané 1.39). Vydání datadisku se uskutečnilo 8. dubna 2021, obsahuje 49 sídel, jedná se tak prozatím o největší DLC do hry.

#### Heart of Russia
V březnu 2021 bylo oficiálně oznámeno nové rozšíření Heart of Russia, které by mělo obsahovat část území Ruska. Svou velikostí by mělo být rozšíření srovnatelné s předchozí Iberií. V souvislosti s ruskou invazí na Ukrajinu bylo v březnu 2022 vydání tohoto DLC odloženo na neurčito. Rozšíření bylo téměř dokončeno a do jeho vydání zbývalo několik týdnů. V květnu 2022 bylo oznámeno, že DLC Hearth of Russia nebude vydáno, dokud se situace neuklidní. V listopadu 2022 řekl šéf SCS Software Pavel Šebor, že DLC bude vydáno, jakmile se Ukrajina dočká spravedlnosti.

#### West Balkans
Dne 19.10.2023 vyšlo rozšíření West Balkans, které rozšiřuje hru o zbytek Balkánu. Datadisk obsahuje území 8 balkánských států: Albánie, Bosny a Hercegoviny, Černé Hory, Chorvatska, Kosova, Severní Makedonie, Slovinska a Srbska. Mapa je rozšířena o 30 měst, unikátní místa pro nakládku a vykládku a další.

#### Greece
V listopadu 2023 byl oficiálně oznámen vývoj nového rozšíření o Řecko. Vydání proběhlo 4. prosince 2024. DLC obsahuje 15 měst, z nichž 6 se nachází na ostrovech Lesbos, Chios, Kefalonia, Kréta a Rhodos.

#### Nordic Horizons
V lednu 2024 byl oznámen vývoj mapového rozšíření o sever Norska, Švédska a Finska.

### Náklady

#### High Power Cargo Pack
Balíček, který lze koupit pouze na Steamu, přidává do hry 8 nových hodnotných a rozměrnější nákladů jmenovitě: Vrtulník, Jachtu, Klimatizaci, Housenkový pás, Část plynovodu, Traktor, Silniční válec, Pásové vozidlo s vrtným zařízením a jako bonus speciální přizpůsobitelný nátěr.

#### Heavy Cargo Pack
Balíček, který lze koupit pouze na Steamu, přidává do hry 8 nových nadměrně těžkých nákladů až 60 tun jmenovitě: Asfaltovou frézu, Buldozer, Dieselová lokomotiva, Autojeřáb, Průmyslový kabelový naviják, Betonové nosníky, Transformátor, Kovová skruž. Náklady jsou převáženy pomocí nových podvalníků, které mají automaticky řízené nápravy.

#### Special Transport
Balíček, který lze koupit pouze na Steamu, přidává do hry 11 velmi nadměrných nákladů (až 70 tun, 6 metrů široké, 5+ metrů vysoké a 20+ metrů dlouhé), 4 nové návěsy, pro balíček byly přidány speciální trasy (většina v základní mapě, postupně budou přibývat). Úzká spolupráce s doprovodnými vozidly, vylepšené AI, které uvolňuje dopravu, zastavuje a vytlačuje ostatní na stranu. Nové majáky na tahače.

#### Volvo Construction Equipment
Balíček, který lze koupit pouze na Steamu, přidává do hry 5 speciálních vozidel značky Volvo Construction Equipment (Volvo CE) ve formě nákladu. Konkrétně se jedná o kloubový sklápěč A25G, tahačový válec SD160B, pásové rypadlo EC220E, manipulátor materiálu EW240E a kolový nakladač L250H.

#### JCB Equipment Pack
Balíček, který lze koupit pouze na Steamu, přidává do hry 10 speciálních vozidel a strojů značky JCB ve formě nákladu. Vydán byl 23. května 2024 společně pro Euro Truck Simulator 2 a American Truck Simulator.

### Návěsy

#### Schwarzmüller Trailer Pack
Ve hře byly doposud jen nelicencované návěsy apod. vydáním tohoto balíčku naznačil SCS Software, že by chtěl mít licencované návěsy. Návěsy vycházejí z originálních Schwarzmüller návěsů včetně potisků plachet, jsou vypracovány velmi detailně. Součástí balíčku je také hrnek, kšiltovka a vlaječka s logem firmy. Datum vydání 16. září 2016.

#### KRONE trailers
SCS Software na svém blogu 8. února 2018 zveřejnil příspěvek, kde oznamuje užší spolupráci s dalším velkým výrobcem návěsů, a sice německou firmou Krone. Rozšiřitelný obsah vyšel 17. září 2018, avšak ke dni vydání zatím nelze vlastnit návěs Box Liner, jenž je určen pro přepravu kontejnerů. DLC je plně kompatibilní s updatem 1.32, takže lze celý návěs nakonfigurovat.

#### Feldbinder Trailer Pack
V srpnu 2021 byla oznámena příprava balíčku s návěsy Feldbinder. Balíček byl vydán 30. listopadu 2022 a obsahuje 4 modely návěsů v několika různých konfiguracích.

#### Wielton Trailer Pack
V červenci 2023 byl do hry přidán balíček s návěsy polské značky Wielton. Ten byl v březnu následujícího roku rozšířen o další návěsy.

#### TIRSAN Trailer Pack
Další balíček s licencovanými návěsy vyšel 30. října 2023. Tentokrát obsahoval návěsy tureckého výrobce TIRSAN.

#### Kögel Trailer Pack
V březnu 2024 oznámil SCS Software vývoj balíčku s návěsy značky Kögel Trailer. Balíček vyšel 9. září 2024.

#### Schmitz Cargobull Trailer Pack
22. července 2024 byl bez předchozího oznámení vydán balíček s návěsy značky Schmitz Cargobull, který zahrnuje 6 typů návěsů.

#### Kässbohrer Trailer Pack
V červenci 2024 byl oznámen balíček s návěsy Kässbohrer. Vydán byl 18. září 2024, přičemž obsahuje 9 typů návěsů.

### Vzhledová vylepšení

#### Cabin Accessories
Balíček přidává do hry sadu příslušenství, kterými lze vyzdobit nebo vylepšit interiér svého tahače. Většina věcí je nepraktických, jako je například hrnek, peněženka, brašna aj. Užitečné jsou naopak kompas a navigace, kterou lze umístit na čelní sklo. Předměty navíc reagují na fyzikální jevy.

#### Mighty Griffin Tuning Pack
Balíček značně rozšiřuje nabídku tuningových dílů pro tahače značky Scania, jež jsou obsaženy v základní hře. Obsahem jsou díly pro interiér i exteriér. Patří sem zadní nárazníky, kryty podvozku, výfuky, přední nárazníky, přední masky, mřížkování, nosníky, chrániče, hrnky, LED loga, záclony, zástěry kol, náboje kol, kryty náboje kol, obložení oken i dveří, přední odznak, speciální nátěry a stoleček na palubní desce.

#### XF Tuning Pack
Rozšíření rozšiřuje nabídku tuningových dílů pro tahače DAF. Jsou obsaženy příslušenství do interiéru (LED loga, záclony, hrnky, stolečky aj.) a díly pro exteriér (nárazníky, kryty podvozku, výfuky, náboje kol, mřížkování, zástěry kol, obložení oken, dveří a nádrží, speciální nátěry a další.

#### Actros Tuning Pack
Rozšíření rozšiřuje nabídku tuningových dílů pro tahače Mercedes-Benz. Jsou obsaženy příslušenství do interiéru (LED loga, záclony, hrnky, stolečky aj.) a díly pro exteriér (nárazníky, kryty podvozku, výfuky, mřížkování, zástěry kol, obložení oken, dveří a nádrží, speciální nátěry a další.

#### FH Tuning Pack
Rozšíření obsahuje vylepšení pro tahače Volvo FH. Zahrnuje přes 80 možností úprav exteriéru, interiérové doplňky a dekorace a dva nátěry. Balíček vyšel 2. června 2020.

#### Wheel Tuning Pack
Balíček, který rozšiřuje tuningové díly pro kola o nové ráfky, náboje kol a kryty nábojů kol a matic. Většinu dílů lze přebarvit na různé barvy.

#### Michelin Fan Pack
Dne 10. 1. 2017 vyšlo první DLC, které hru rozšiřuje o pneumatiky. DLC obsahuje kromě pneumatik Michelin také tematické nátěry a doplňky do interiéru i exteriéru tahače. Toto rozšíření bylo po vydání možno v omezeném počtu získat zdarma po splnění určitých kritérií.

#### Goodyear Tyres Pack
Dne 2. 8. 2019 vyšlo druhé DLC s pneumatikami. DLC obsahuje kromě pneumatik Goodyear také tematické nátěry a doplňky do interiéru tahače. Rozšíření šlo získat zdarma v rámci speciálního eventu na WorldOfTrucks.

#### HS-Schoch Tuning Pack
Rozšíření obsahující příslušenství pro různé tahače od výrobce HS-Schoch. Vydáno bylo dne 19. 3. 2020 a primárním obsahem jsou různé lišty a nosníky, ale obsahuje i doplňky do kabiny.

## Modifikace
První díl ETS byl velmi výrazně rozšiřován skrze módy, které upravovaly a vylepšovaly hru, její vzhled, nebo chování vozidla na cestě. Šlo například o oblíbený způsob, jak z bezejmenných nelicencovaných tahačů udělat ty reálné. Již krátce po vydání se mnoho módů objevilo i pro ETS 2 – jde znovu například o mód přidávající tahačům reálná jména a loga (ani v ETS 2 nebyly hned po vydání licencovány všechny značky), nebo o vypnutí omezovače. S neustálými aktualizacemi hry však tyto nedostatky postupně mizí a autoři modifikací se tak soustřeďují převážně na vytváření nových skinů pro tahače i návěsy či rozšiřování mapy. Existují také Promods, což je několik modifikací, které předělávají mapu a také ji významně rozšiřují, kupříkladu Island, sever Skandinávie, sever Španělska, Balkánský poloostrov nebo Blízký východ.
2. května 2014 vyšla neoficiální verze multiplayeru (hra pro více hráčů). Její název je TruckersMP. Přibližní počet hráčů na Truckers MP je cca 6700/den.

### Multiplayer
Jedná se neoficiální multiplayer (zvaný TruckersMP), pokud hráč vlastní elektronickou verzi hry ve službě Steam, má možnost přes klienta třetí strany hrát hru pro více hráčů. Podmínkou je mít nahrané dvě hodiny a veřejný profil ve službě Steam. Od verze 1.41 je zde také oficiální multiplayer, který je integrován přímo ve hře, funguje na principu lobby může se jej účastnit až 8 hráčů (od verze 1.50 můžete přes konzoli nastavit limit až na 128 lidí), ve verzi 1.42 je přidána podpora modifikací do oficiálního multiplayeru.

## Recenze
- DLC Scandinavia pro Euro Truck Simulator 2 – . Archivováno 19. 5. 2015 na Wayback Machine.
- Recenze hry Euro Truck Simulator 2 na Vytukej.cz
- Recenze DLC Euro Truck Simulator 2: Iberia